# 汪家奴
汪家奴（?—?），元朝大臣，蒙古弘吉剌部人，燕只斤氏，阔里吉思次子，元顺帝时中书右丞相。
元顺帝至元二年（1336年）汪家奴为宣政院使，加金紫光禄大夫，后为枢密院同知。至元六年（1340年），任中书平章政事。之后历任知枢密院事、宣徽使。至正十四年（1354年），脱脱和其弟也先帖木儿罢职，汪家奴继任为御史大夫，加太傅。至正十五年（1355年），拜中书右丞相，他擅权用事，执掌权柄。后来被监察御史普庵撒里弹劾，于是罢相。死后追封兖王，谥号“忠靖”。